# ОШ „Вељко Влаховић” Крушчић
ОШ „Никола Тесла” је једна од основних школа на подручју општине Кула, Западнобачком округу. Смјештена је на адреси Маршала Тита 37, Крушчић. Име је добила по Вељку Влаховићу учеснику Шпанског грађанског рата и Народноослободилачке борбе, друштвено-политичком раднику СФРЈ и СР Црне Горе, јунаку социјалистичког рада и народном хероју Југославије.

## Историјат
Изградњом цркве у месту 1772. године отворена је и прва школа за основно образовање деце. Школа је била под управом цркве. Године 1800. изграђена је, у немачком делу села, једна учионица за ученике немачке припадности. Убрзо након тога саграђена је и школа за ученике са наставом на српскохрватском језику. Ученицима је било омогућено изучавање матерњег језика, а у наставном распореду имали су мађарски или немачки језик. Током Другог светског рата настава се изводи на мађарском и немачком језику, а после рата на мађарском и српскохртватском. Доласком колониста из Црне Горе почиње са радом четвороразредна основна школа поред које ради и пети разред више Народне школе, а потом је пети разред више Народне школе претворен у први разред прогимназије. Школа има једанаест учионица. Опремљене кабинете за физику, хемију, биологију и информатику. Спортску халу за извођење наставе физичког васпитања као и кошаркашки терен. У склопу школске зграде налази се и предшколска установа.